# Leandro Vieira
Leandro Vieira (nacido el 3 de abril de 1979) es un exfutbolista brasileño que se desempeñaba como centrocampista.
Jugó para clubes como el Coritiba, Deportivo Pasto, J.Malucelli, Kyoto Purple Sanga, Veranópolis, Thun y Teplice.

## Trayectoria

### Clubes
| Club               | País            | Año         |
| ------------------ | --------------- | ----------- |
| Coritiba           | Brasil          | 2000 - 2003 |
| Deportivo Pasto    | Colombia        | 2001        |
| J.Malucelli        | Brasil          | 2004        |
| Kyoto Purple Sanga | Japón           | 2004        |
| Veranópolis        | Brasil          | 2005        |
| Thun               | Suiza           | 2005 - 2006 |
| Teplice            | República Checa | 2007 - 2008 |